# Peatita-(Y)
La peatita-(Y) és un mineral de la classe dels fosfats. Rep el nom en honor de la senyora Cynthia Peat (1925–1999), una antiga tècnica de raigs X del Departament de Mineralogia del Museu Reial d'Ontario, al Canadà.

## Característiques
La peatita-(Y) és un fosfat de fórmula química Li₄Na₁₂Y₁₂(PO₄)₁₂(CO₃)₄(F,OH)₈. Va ser aprovada com a espècie vàlida per l'Associació Mineralògica Internacional l'any 2009 sent publicada per primera vegada el 2013. Cristal·litza en el sistema ortoròmbic. La seva duresa a l'escala de Mohs és 3.

## Formació i jaciments
Va ser descoberta a la pedrera Poudrette, situada al mont Saint-Hilaire, dins el municipi regional de comtat de La Vallée-du-Richelieu, a Montérégie (Quebec, Canadà), on es troba en forma de cristalls euèdrics de tipus epitàctic (pseudocubs) de peatita-(Y) i ramikita-(Y) d'entre 0,1 i 1 mm de mida. Aquest indret és l'únic a tot el planeta on ha estat descrita aquesta espècie mineral.